# Boeing XPB
Boeing XPB (Boeing Model 50) — американский двухмоторный биплан 1920-х годов, гидросамолет с большой дальностью полета. Единственный экземпляр был построен для военно-морского флота Соединенных Штатов.

## Разработка
В сентябре 1924 года морская авиационная фабрика получила задание спроектировать двухмоторный гидросамолет, способный пролететь 3860 км между Сан-Франциско и Гавайями. Первоначальный проект выполнил сотрудник компании Consolidated Aircraft Исаак Лэддон. Компания Boeing выполнила детальный проект и построила самолет. Новая летающая лодка Boeing Model 50 обладала очень обтекаемой конструкцией для 1920-х годов. Каркас крыльев и нижняя часть фюзеляжа были металлическим, законцовки и передние кромки крыльев были сделаны из дерева. Верхняя половина фюзеляжа выполнена из ламинированного дерева с покрытием из шпона. Два двенадцатицилиндровых двигателя Packard 2A-2500 мощностью 800 л. с. (600 кВт), приводящие в движение четырехлопастные воздушные винты, были установлены между крыльями над фюзеляжем.

## Эксплуатация

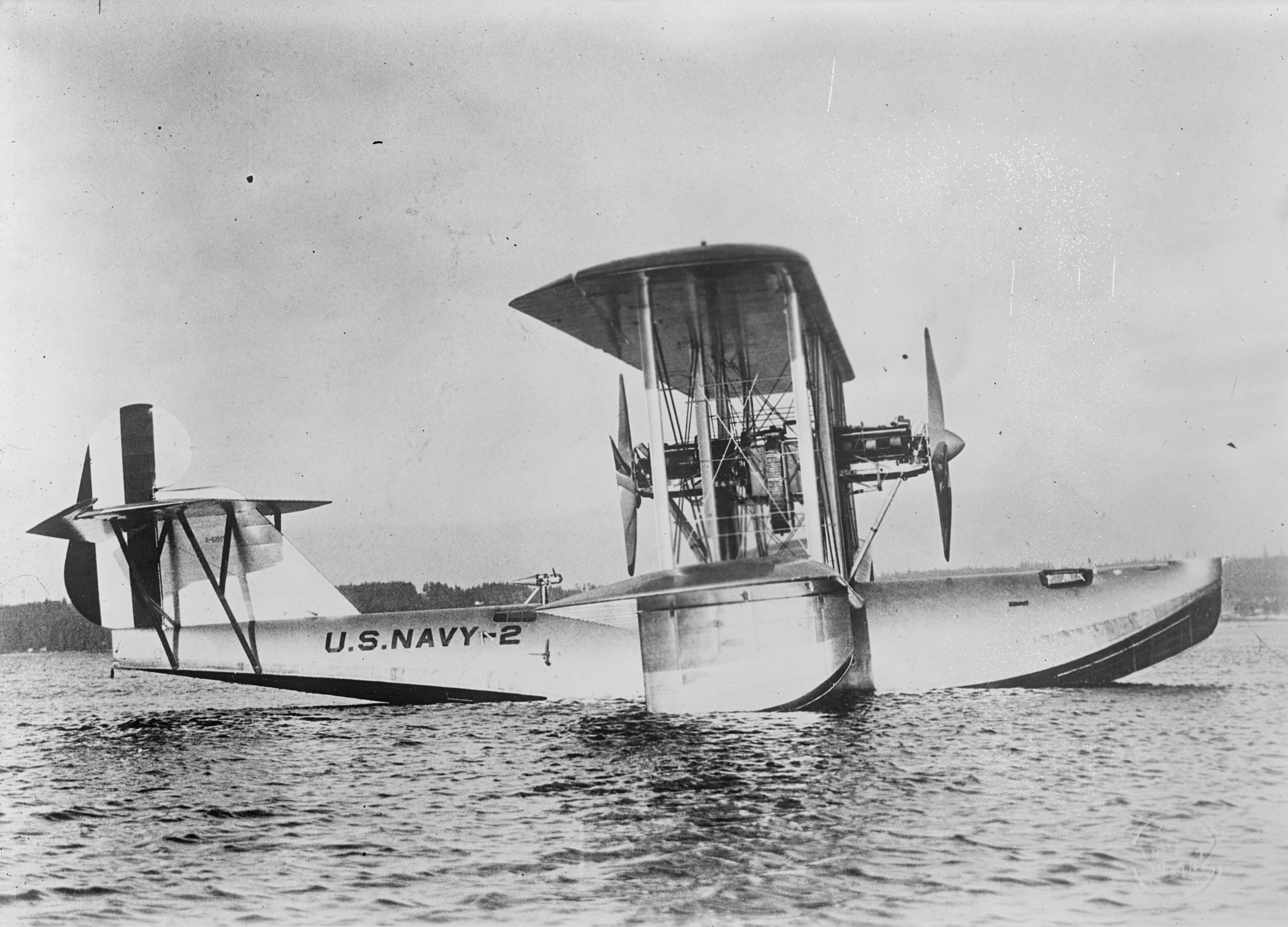
Boeing XPB-1

Boeing Model 50, получивший обозначение XPB-1 в ВМС США, совершил свой первый полет в августе 1925 года. Предполагалось, что он вылетит на Гавайи вместе с двумя самолетами PN-9 31 августа 1925 года, но из-за неисправности в двигателе, XPB-1 не участвовал в полете. В 1928 году самолёт был доработан морской авиационной фабрикой, его двигатели Packard были заменены на два двигателя Pratt & Whitney R-1690 Hornet мощностью 500 л. с. (370 кВт). После этого в ВМС США самолёт стали обозначать как XPB-2.

## Технические характеристики (XPB-1)

### Основные характеристики[1]
- Члены экипажа: 5 человек
- Длина: 18,098 м
- Размах крыльев: 26,67 м
- Высота: 6,35 м
- Площадь крыльев: 167,3 м²
- Аэродинамический профиль: Clark Y
- Масса пустого: 5 239 кг
- Максимальная взлетная масса: 12 193 кг
- Двигатели: 2 × Packard 2A-2500 мощностью 800 лс (600 кВ)
- Максимальная скорость: 180 км/ч
- Крейсерская скорость: 151 км/ч
- Дальность полёта: 4000 км
- Высота полёта: 2700 м
- Скорость набора высоты: 20 м/с